# Anomala eventifera
Anomala eventifera är en skalbaggsart som beskrevs av Carsten Zorn 1998. Anomala eventifera ingår i släktet Anomala och familjen Rutelidae. Inga underarter finns listade i Catalogue of Life.